# Kanton Besse-et-Saint-Anastaise
Besse-et-Saint-Anastaise is een voormalig kanton van het Franse departement Puy-de-Dôme. Het kanton maakte deel uit van het arrondissement Issoire. Het werd opgeheven bij decreet van 21 februari 2014, met uitwerking op 22 maart 2015. Alle gemeenten werden opgenomen in het nieuwe kanton Le Sancy.

## Gemeenten
Het kanton Besse-et-Saint-Anastaise omvatte de volgende gemeenten:
- Besse-et-Saint-Anastaise (hoofdplaats)
- Chambon-sur-Lac
- Compains
- Égliseneuve-d'Entraigues
- Espinchal
- Murol
- Saint-Diéry
- Saint-Pierre-Colamine
- Saint-Victor-la-Rivière
- Valbeleix